# 메트로 라디오 아레나
메트로 라디오 아레나(영어: Metro Radio Arena)은 잉글랜드 뉴캐슬어폰타인에 위치한 실내 경기장이다.